# Xayacatlán de Bravo (kommun)
Xayacatlán de Bravo är en kommun i Mexiko.   Den ligger i delstaten Puebla, i den sydöstra delen av landet, 180 km sydost om huvudstaden Mexico City. Antalet invånare är 1 649. Arean är 60 kvadratkilometer.
Terrängen i Xayacatlán de Bravo är huvudsakligen lite kuperad.
Följande samhällen finns i Xayacatlán de Bravo:
- Xayacatlán de Bravo
- El Amate